# Robert Johansson
Robert Johansson (* 23. března 1990) je norský skokan na lyžích. První závod vyhrál 18. března 2017 ve Vikersundu.

## Kariéra
V roce 2009 se umístil na čtvrtém místě v týmovém závodě na Mistrovství světa juniorů. V lednu roku 2012 se poprvé postavil na pódium v Kontinentálním poháru a v březnu téhož roku zde vyhrál svůj první závod. Na Zimních olympijských hrách 2018 získal dvě bronzové medaile v individuálních závodech a zlatou medaili v týmovém závodu.